# The Drug in Me Is You (canción)
«The Drug in Me Is You» es el segundo sencillo del álbum The Drug in Me Is You, de la banda de estadounidense de post-hardcore Falling in Reverse. Fue lanzado el 28 de julio de 2011. El vídeo musical tiene más de 100 millones de visitas en YouTube al igual que en Spotify.

## Antecedentes
La canción fue escrita y compuesta por Ronnie Radke. El 21 de julio de 2011 se lanzó una versión de 33 segundos de la canción. La canción completa fue lanzada tres días después. El vídeo de la canción muestra a Ronnie saliendo de la habitación de una chica y poco después dos policías acercándose. El es llevado a la cárcel y luego juzgado en la corte.

## Personal
Falling in Reverse
- Ronnie Radke - voz, guitarra adicional
- Jacky Vincent - guitarra líder
- Derek Jones - guitarra rítmica, coros
- Nason Schoeffler - bajo, coros

Adicional
- Bryan Ross - batería
- Michael "Elvis" Baskette - producción, mezcla, masterización, programación, compositor
- David Holdredge - strings, compositor

Vídeo musical
- Ronnie Radke - voz
- Jacky Vincent - guitarra líder
- Derek Jones - guitarra rítmica
- Mika Horiuchi - bajo
- Ryan Seaman - batería

## Premios y nominaciones
| Año  | Premio                                               | Resultado |
| ---- | ---------------------------------------------------- | --------- |
| 2011 | Revolver Magazine's: Las 5 mejores canciones de 2011 | Ganador   |
| 2012 | Kerrang! Awards: Mejor Sencillo                      | Nominado  |

## Versión "Reimagined"
"The Drug in Me Is Reimagined" es la versión rock orquestal de la canción "The Drug in Me Is You". Fue lanzado el 13 de febrero de 2020. El video musical fue dirigido por Jensen Noen, muestra a Ronnie Radke tocando el piano.

### Posicionamiento en listas
| Listas (2020)                                 | Mejor posición |
| --------------------------------------------- | -------------- |
| Estados Unidos (Hot Rock & Alternative Songs) | 29             |
| Hungría (Rádiós Top 40)                       | 32             |

## Certificaciones
| País        | Organismo certificador | Certificación | Ventas certificadas | Ref.   |
| ----------- | ---------------------- | ------------- | ------------------- | ------ |
| Reino Unido | BPI                    | Plata         | 200 000             | [ 10 ] |